# Przemysław Piekarz (fizyk)
Przemysław Adam Piekarz (ur. 1970) – polski fizyk, doktor habilitowany, muzyk.

## Życiorys
Przemysław Piekarz w latach 1989–1994 studiował na Wydziale Fizyki Uniwersytetu Jagiellońskiego w Krakowie. Następnie odbył tam studia doktoranckie zakończone obroną pracy Electron-phonon interaction in the models of high temperature superconductors (promotor: Jerzy Konior). W 2008 otrzymał nagrodę naukową PAN im. Stefana Pieńkowskiego. W 2010 habilitował się w Instytucie Fizyki Jądrowej im. Henryka Niewodniczańskiego Polskiej Akademii Nauk na podstawie rozprawy Dynamika sieci w silnie skorelowanych metalach d- i f-elektronowych. W skład jego zainteresowań naukowych wchodzą: dynamika sieci krystalicznej, układy silnie skorelowane, oddziaływanie elektron-fonon, sprzejścia fazowe, nadprzewodnictwo, systemy z elektronami f, nanostruktury.
Od 2000 zawodowo związany z Instytutem Fizyki Jądrowej PAN, gdzie od 2011 kieruje Zakładem Komputerowych Badań Materiałów. W latach 2001–2003 Piekarz odbywał staż podoktorski w Department of Materials Science and Engineering Uniwersytetu Pensylwanii w Filadelfii oraz w Department of Physics and Astronomy University of Tennessee w Knoxville.
Piekarz zajmuje się także muzyką. Pod pseudonimem IjoN występował jako keyboardzista krakowskiego zespołu progrockowo-psychodelicznego Hipgnosis, z którym nagrał płytę Relusion.
W 2015 „za zasługi w działalności na rzecz rozwoju nauki” został odznaczony Srebrnym Krzyżem Zasługi.